# 스튜드베이커 US6 6륜구동 2.5톤 트럭
스튜드베이커 US6 (G630) 시리즈의 6x6 구동 2.5톤과 6x4 구동 5톤 트럭은 스튜드베이커사와 REO 자동차 회사가 제2차 세계 대전 중에 만들었다. 기본적으로 화물 5,000 파운드 (2,300 kg)를 전천후 운송이 가능하도록 설계한 화물차이다. 대부분은 소련에 대여 조건으로 미국이 2차 세계 대전 동안 수출했는데 GMC 6x6 CCKW 트럭보다 앞서기 위해 서부 전선 기후에 견디게끔 개선한 이후의 일이었다.

## 역사

### 디자인 및 개발
1939~1940년에 미 육군 병기 보급 군단이 2.5톤(2,238 kg) 전술 6×6 구동 트럭을 개발하여 비포장 도로 혹은 어느 환경에서든지 작전을 펼칠 수 있다. 스튜드베이커와 옐로우 코치(GM 회사) 그리고 인터네셔널 하베스터 3사가 승인한 디자인을 모두 제출하여 1941년에 생산에 들어갔다.
2.5톤(2,268 kg) 6x6 구동 트럭과 비슷한 버전인 5톤(4,536 kg) 6x4 구동 트럭이 열세 번의 바리에이션을 걸쳤고 총 219,882대가 제작됐다. 스튜드베이커는 주요 생산업체로서 인디애나주 사우스밴드 공장에서 197,678대를 제작한 반면 REO는 하청을 받고 1944년 일리노이주 시카고에서 22,204대를 생산하는데 그쳤다. REO의 트럭은 스튜드베이커의 그것과 동일하지만 REO는 긴 휠베이스를 장착하고 전면 윈치를 제거한 화물차만 개발하였으며 정확한 모델명은 US6 U9로 불린다. 두 제조 업체의 모든 생산은 1945년에 끝났다.

### 활약
US6 모델은 주로 무기대여법 하에 수출용으로 제작됐다. 소련이 가장 큰 수입국이었을 것이다. 첫 번째 스튜드베이커 US6 트럭은 1941년 가을 소련으로 수출됐다. 이 붉은 군대는 6x6 구동 "Studebekkers"(소련에서 불린 명칭) 열한 대를 1942년 7월부터 1943년 5월동안 테스트하였다. 테스트 결과가 나오자 화물 적재하중을 2.5톤(2,300 kg)에서 4톤(3,600 kg)으로 늘렸다. 1945년에는 3.5톤(3,200 kg)으로 줄었다(비포장도로 측정무게로 포장도로에서는 최대 5톤(4,500 kg) 수행 가능하다).
대량의 스튜드베이커 US6 트럭이 무기대여법을 조건으로 이란에 있는 페르시아 회랑지대를 통해 소련에 공급되었다. 이 트럭은 전시에 소련군에게 중요한 역할을 많이 수행했는데 견인포나 대전차포를 견인한다거나 장거리 인원 수송에 동원했다. 그리고 전반적으로 뛰어난 견고성과 신뢰성을 포함하여 저품질 연료로도 달리는 능력으로 잘 알려졌다. 붉은 군대도 트럭의 적합한 플랫폼을 발견하여 카츄샤 다련장 로켓포로 일부 개조하기도 했다. 소련군은 애칭으로 스튜더(Studer )라 불렀고 이오시프 스탈린이 소련 전력에 중요함을 인지하여 스튜드베이커에 감사의 편지를 개인적으로 보내 US6의 뛰어난 능력을 치하하기도 했다.
스튜드베이커 US6 트럭은 2차 세계 대전 중 미군이 리도 공로 및 북미지역의 알레스카 고속도로를 개설하는 목적으로 사용하기도 했다.
2차 세계 대전이 종전 직후 US6의 디자인은 소련의 자동차 ZiS/ZiL-151 트럭이 비슷한 후속버전인 ZiL-157으로 개선하는 등의 많은 영향을 주었다.

## 사양

### 엔진과 동력 전달 장치

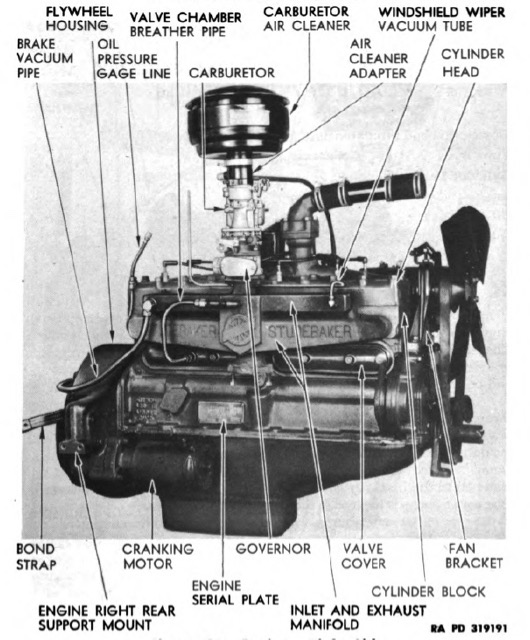
헤라클레스 JXD 엔진

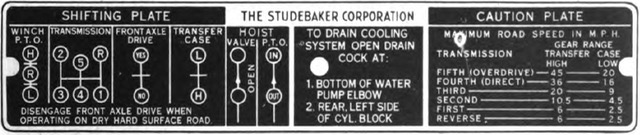
덤프 트럭 w/윈치 변화 패턴

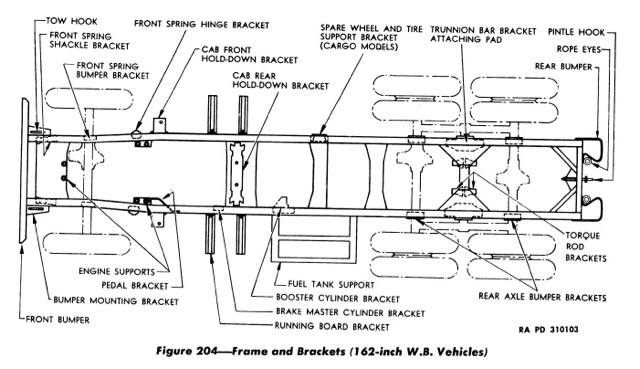
휠베이스 프레임

US6은 헤라클레스 JXD 엔진을 사용하여 사양은 320 세제곱인치 (5.2 L) 플렛 헤드 직렬 6기통 가솔린 엔진이며 2800 rpm에는 86 마력 (64 kW)을 1150 rpm에는 200 파운드힘피트 (271 N·m)토크의 성능을 낸다. 압축비는 5.82:1으로 보수적이며 신뢰성 높은 엔진이라 할 수 있고 72-옥탄 휘발유를 사용한다. 이와 같은 엔진을 사용하는 모델은 M3 하프 트랙과 이후에 M8 그레이하운드와 M20 장갑차가 나왔다(M20는 M8 그레이하운드의 바리에이션(기관총 포탑이 없다)).
보그워너 93년형 T 5 변속기는 처음에 4단에서 5단으로 바뀌는 속도가 매우 느렸다. PTO가 윈치(라디에이터 전면부 바로 아래 장착됨)를 작동하도록 힘을 전달하고 덤프 트럭(U10/U11 및 U12/U13 덤프 트럭 모델)에 장착된 유압 호이스트를 작동하기도 한다.
팀켄 T-79 보조변속기는 기어를 올리거나 중립 혹은 낮은 단계로 내려 전면 차축에 동력을 전달하거나 끊기도 한다. 하나의 출력축이 전면 차축(6x4 구동 차축에는 장착되지 않았다)에 그리고 두 개는 후면 차축 양쪽에 장착되었다.
전면과 후면 차축은 팀켄의 6.6:1 분할형을 따른다. 전면 차축은 밸타입 등속조인트이며 후면의 두 개는 전부동식이다.

### 섀시
US6의 섀시는 세 개의 빔 액슬이 달린 래더 프레임과 전면에 반 타원형의 리프 스프링, 후면 암에 리프스프링이 받쳐주는 텐덤으로 이루어져있다.
휠베이스는 길고 짧은 두 가지 종류로 하나는 148 인치 (3.76 m)이며 보통 트럭 트랙터, 덤프트럭, 카고 트레일러에 달려있고 다른 하나는 162 인치 (4.11 m)이며 탱크로리, 컨테이너트럭, US6 U9 세시 모델에 달려있다(휠베이스 길이는 전면 차축의 중심에서 후면 대차의 중심 사이를 측정한다). 타이어 폭은 7.50인치에 지름은 20인치이며 타이어가 두 겹인 복륜이다. 6x4 구동 트럭은 포장 도로에서 적재량이 5 톤(4536 kg)으로 오프로드 6x6 구동 모델보다 두 배를 더 싣는다.

### 캡
군용 트럭인 US6은 스튜드베이커가 만드는 사제 트럭 캡 디자인의 조상격이다. 미군 2.5톤 6x6 구동 트럭과 비교해 스튜드베이커 트럭의 차별점은 문 양쪽에 삼각창이 달렸다는 것이다. 삼각창은 문짝에 달린 손잡이로 여는 창과 분리되어 트럭 캡의 공기를 빼는 도움을 했을 것이다.
스튜드베이커는 캡이 개방된 특징이 있는 GMC CCKW(후기 모델)을 디자인했지만 주요 고객인 소련은 대게 춥고 혹독한 기후 탓에 폐쇄된 캡을 선호했다. 한편 개방형 캡의 트럭은 미국의 표준이 되었으나 폐쇄형 캡 트럭은 이전에 10,000대가 팔리고서야 다시 생산을 시작했다.

## 모델

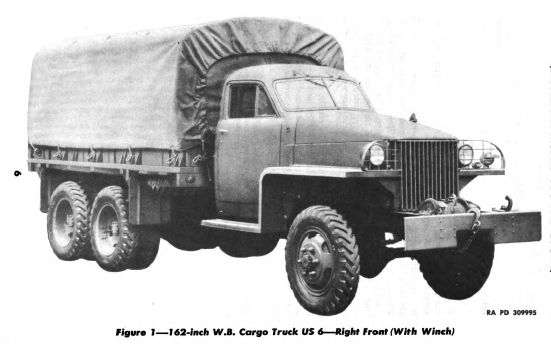
화물 U4
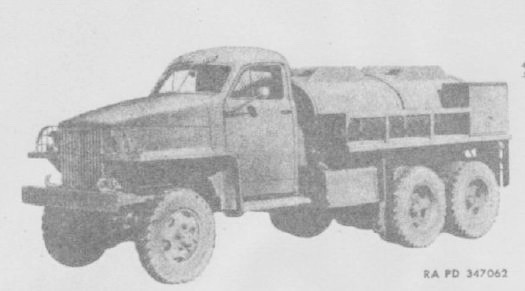
탱크로리 U5
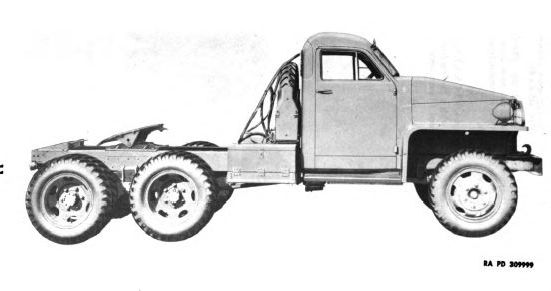
트레일러 U6
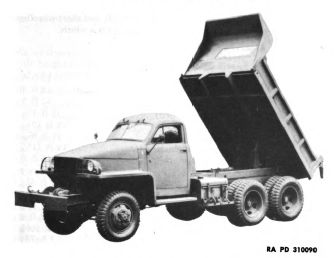
덤프 U11
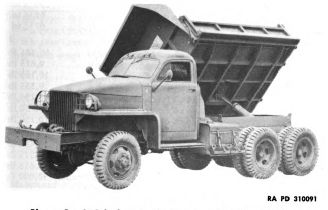
덤프 U13

U1 및 U2 화물 트럭(전면 윈치가 적용)은 휠베이스가 짧고 스페어 타이어를 캡 뒤에 장착하여 적재함의 길이가 고작 9 피트 (2.74 m)에 불과하다. 이러한 트레일러 모습이 몸체는 성공을 거두지 못했는데 US6가 주로 화물 운반용으로 사용되었기 때문이다.
U3/U4와 6x4 구동 U7/U8 화물 트럭은 휠베이스가 더 길어서 12 피트 (3.66 m)의 적재함 밑에 스페어 타이어를 장착할 수 있다. 제조한 197,000대의 트럭의 적재함 길이가 12 피트 (3.66 m)이다.
U5 탱크로리는 두 개의 공간으로 나뉜 750 미국 갤런 (2,800 l)탱크가 긴 휠베이스 위 적재함에 장착되었다. 탱크로리는 윈치를 장착하지 않았다.
전체 US6 트럭에서 트럭 트랙터는 6x4 구동 U6이 유일하다. 트럭 트랙터는 일정 조건을 만족하면 오프로드를 달릴 수 있고 포장 도로에서는 5톤이나 적재한다. 이와 같은 이유로 전면 윈치가 없다.
U9 화물 트럭은 휠베이스가 길고 전면 윈치를 거치했다. 소련 카츄샤 다련장 로켓 발사기가 적재함 위에 거치되었을 것이다(대부분의 소련군 US6 트럭은 U9 모델이다).
U10/U11 (리어 덤프)및 U12/U13 (사이드 덤프)는 짧은 휠베이스를 달았다. 두 형식 모두 트럭 서스펜션 멤버에 적재함을 거치하여 리어 덤프는 유압 실린더가 섀시에 달려 레버로 조정하고 사이드 덤프는 유압 실린더가 트럭의 몸체에 달렸다.

## 치수
| 모델                           | 휠베이스 길이 | 길이                     | 폭                     | 고도                    | 체중 빈                  |
| ------------------------------ | ------------- | ------------------------ | ---------------------- | ----------------------- | ------------------------ |
| U1 화물 (U2는 윈치장착)        | 짧다          | 20 피트 11 인치 (6.38 m) | 7 피트 4 인치 (2.24 m) | 8 피트 10 인치 (2.69 m) | 9,875 파운드 (4,479 kg)  |
| U3 화물(대형) (U4 윈치장착)    | 길다          | 27 피트 11 인치 (8.51 m) | 7 피트 4 인치 (2.24 m) | 8 피트 10 인치 (2.69 m) |                          |
| U5 탱크로리                    | 길다          | 20 피트 11 인치 (6.38 m) | 7 피트 4 인치 (2.24 m) | 7 피트 3 인치 (2.21 m)  | 10,585 파운드 (4,801 kg) |
| U6 트레일러                    | 짧다 (6x4)    | 17 피트 3 인치 (5.26 m)  | 7 피트 3 인치 (2.21 m) | 7 피트 2 인치 (2.18 m)  | 8,190 파운드 (3,710 kg)  |
| U7 화물(대형) (U8 윈치장착)    | 길다 (6x4)    | 27 피트 11 인치 (8.51 m) | 7 피트 4 인치 (2.24 m) | 8 피트 10 인치 (2.69 m) |                          |
| U9캡 /섀시                     | 길다          |                          | 7 피트 3 인치 (2.21 m) | 7 피트 3 인치 (2.21 m)  |                          |
| U10 리어 덤프 (U11 윈치장착)   | 짧다          | 18 피트 9 인치 (5.72 m)  | 7 피트 4 인치 (2.24 m) | 7 피트 7 인치 (2.31 m)  | 10,150 파운드 (4,600 kg) |
| U12 사이드 덤프 (U13 윈치장착) | 짧다          | 18 피트 11 인치 (5.77 m) | 7 피트 4 인치 (2.24 m) | 7 피트 7 인치 (2.31 m)  | 10,150 파운드 (4,600 kg) |

1. ↑  With winch add 1 ft 3 in (0.38 m).
2. ↑  With winch add 610 lb (280 kg).
3. 1 2 3  To cargo area tarpaulin bows.
4. 1 2 3  To top of cab.
5. 1 2  To top of dump body cab shield.

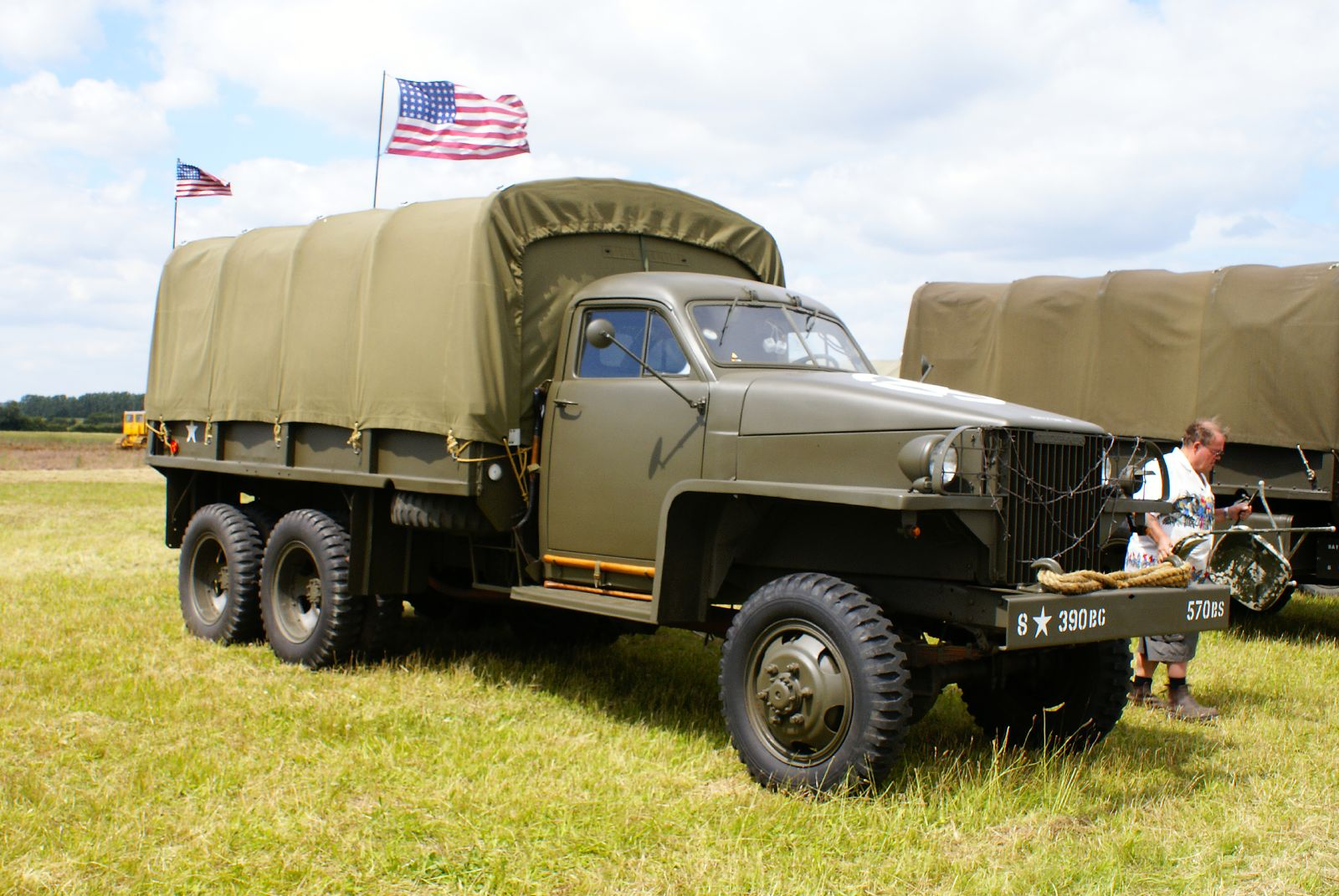
화물 트럭 (사적 소유물로 완전히 복원한 모습)
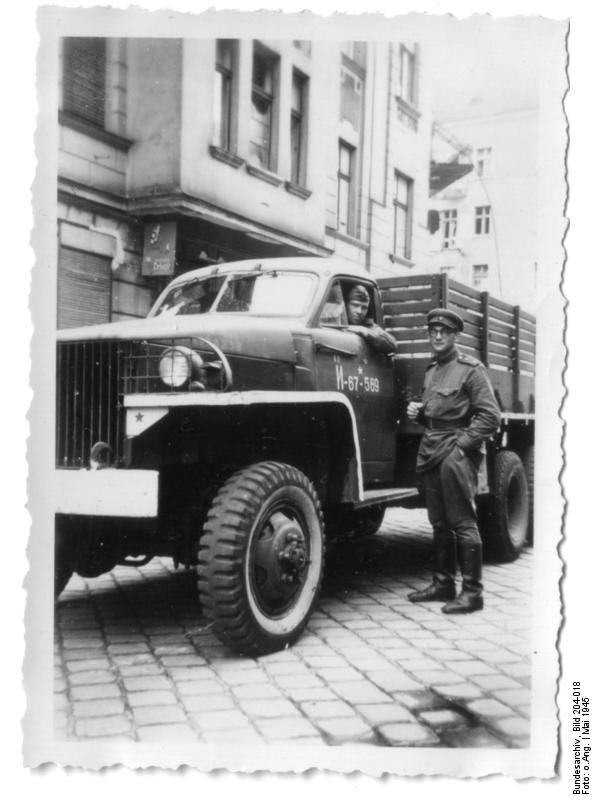
화물 트럭 (베를린,1945)
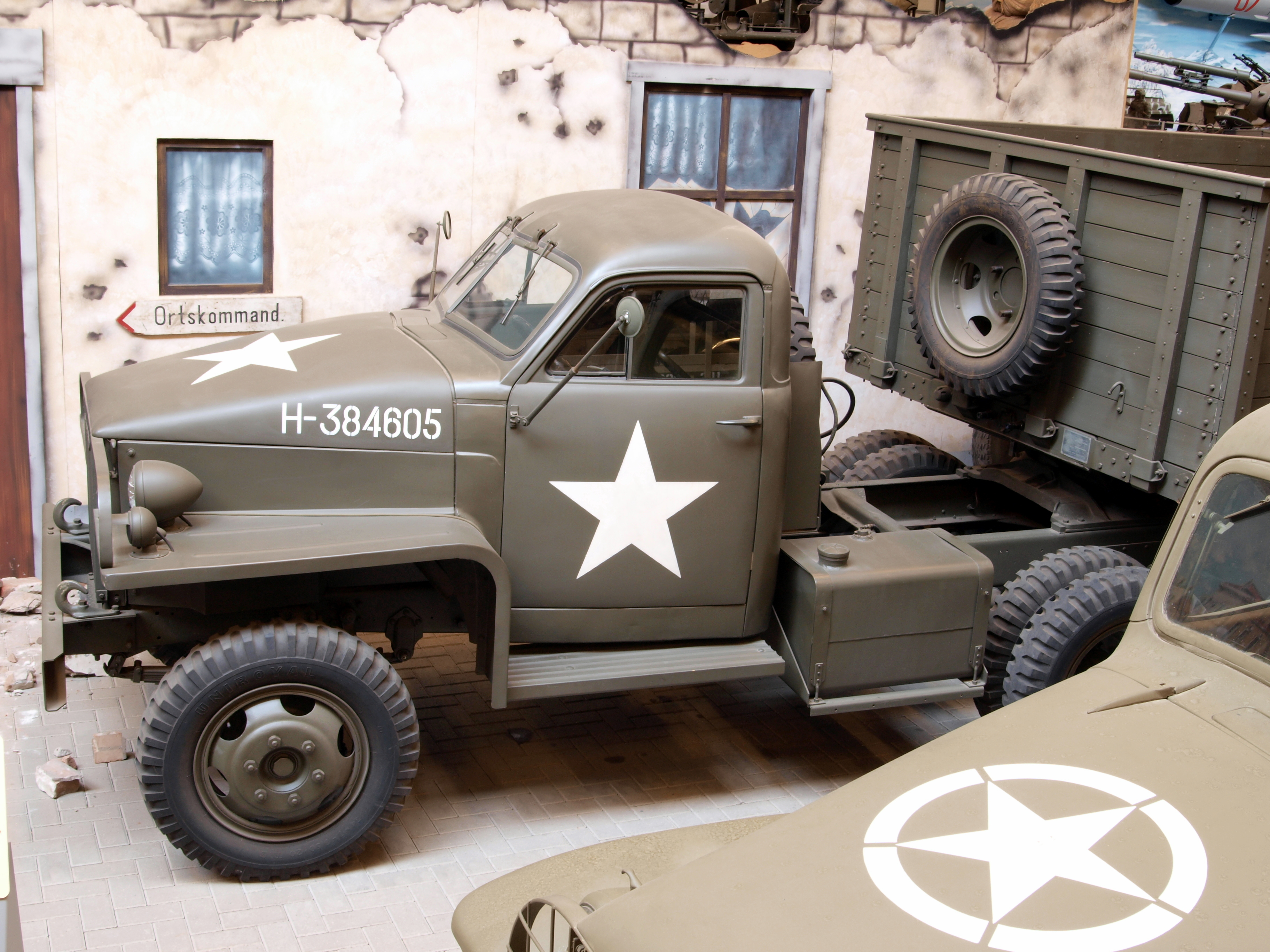
트레일러 (박물관 전시)
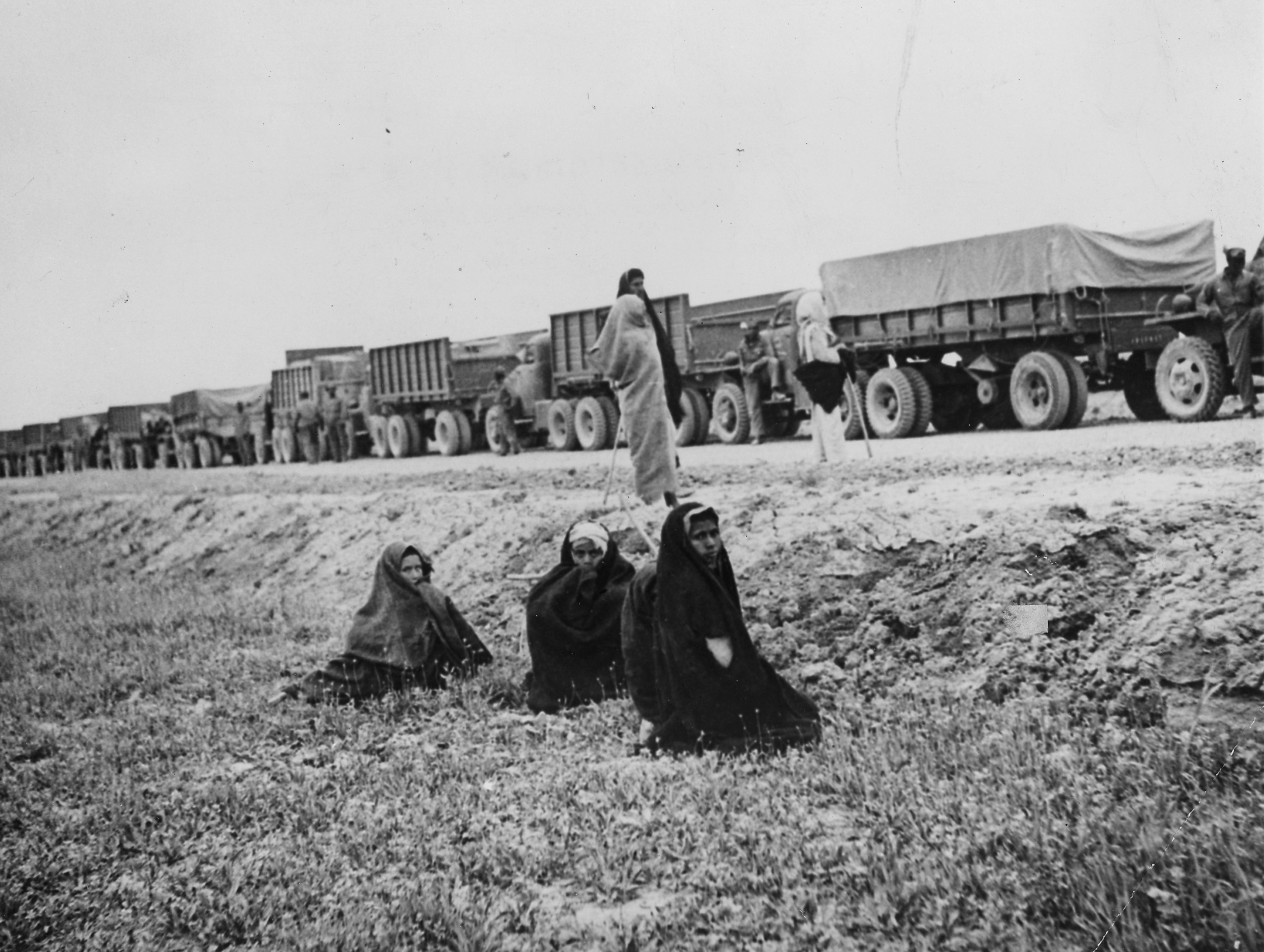
트럭 트랙터 (페르시아어 복도에서 약간의 시간은 1943)
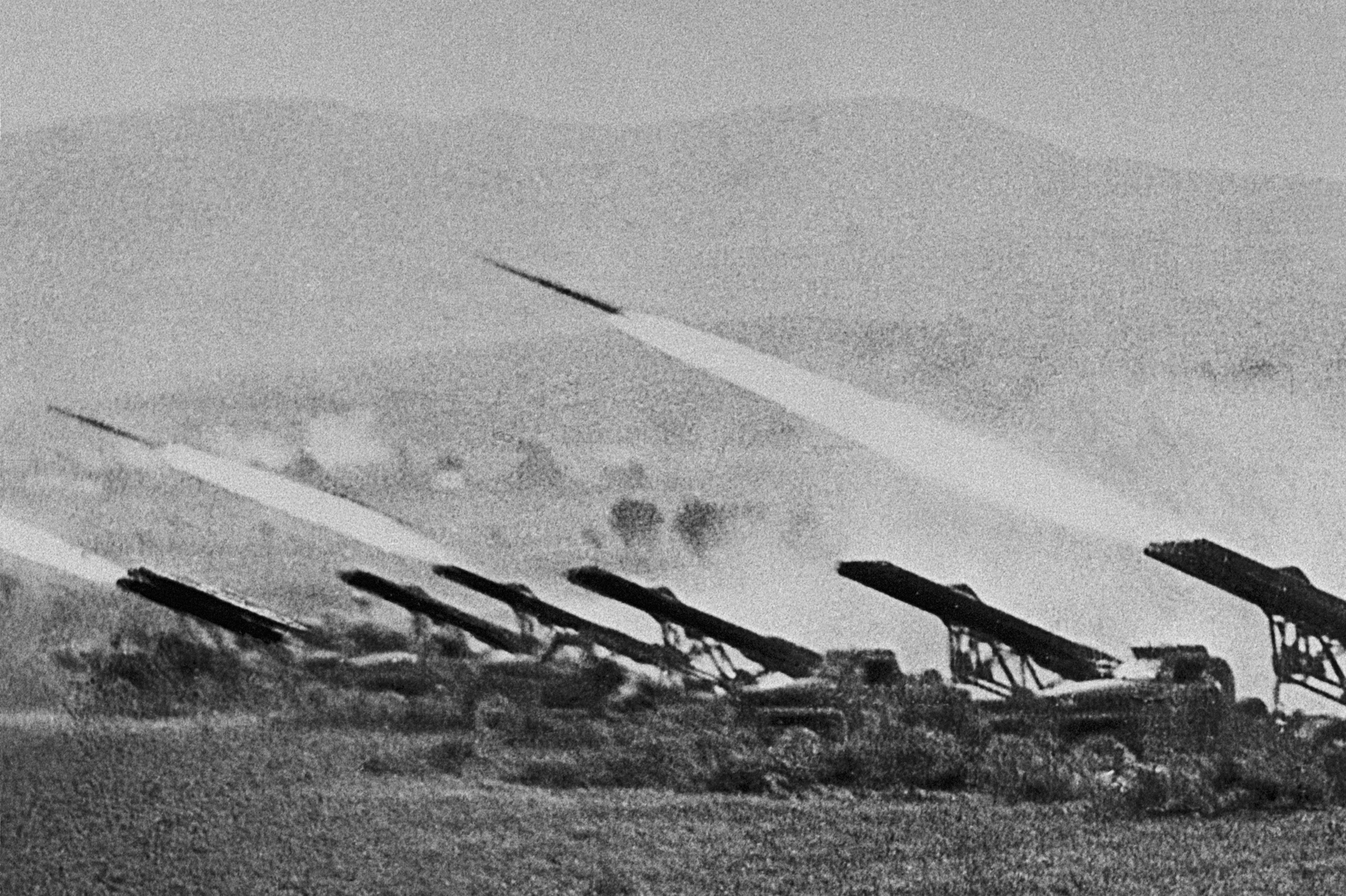
배터리의 카츄샤 MRLS 발사 (1942년 스탈린그라드에서)
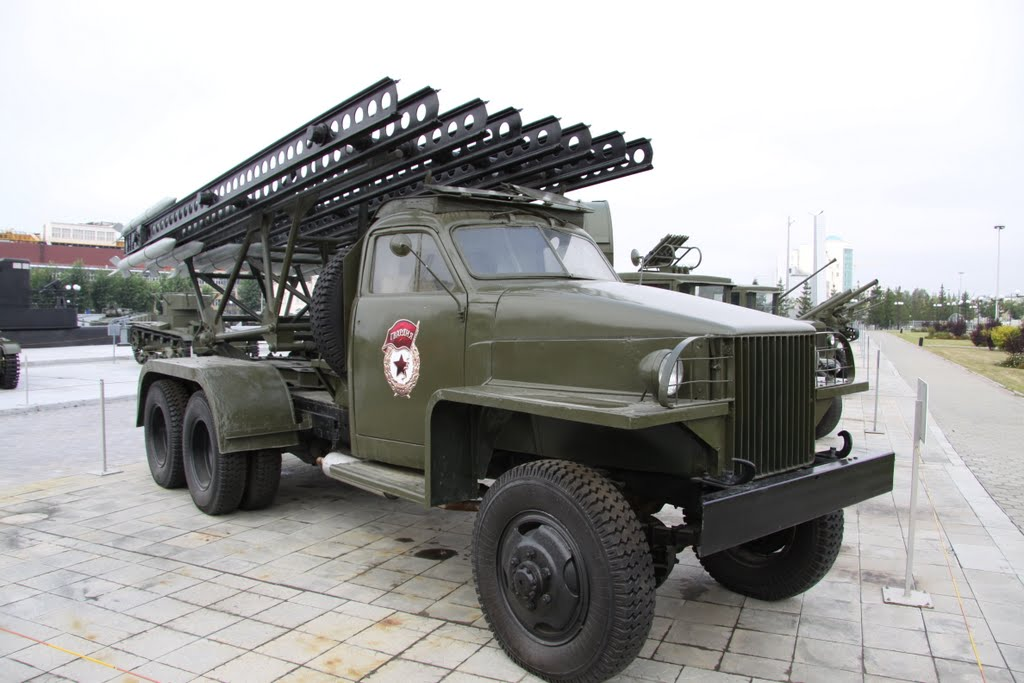
카츄샤 이동식 다련장 로켓 발사기 (박물관 전시)

## 참조
1. 1 2 3 4 5  Crismon, 2001 & 184, 328-329.
2. 1 2 3 4  Doyle, 2003 & 122-124.
3. ↑  Jeghers (2000), 18–19쪽.
4. ↑  TM 9-807 (1943), 138–139쪽.
5. ↑  TM 9-2800 (1947).
6. ↑  TM 9-1807 (1944), 22–23쪽.
7. ↑  TM 9-1807 (1944), 43–44쪽.
8. ↑  TM 9-1807 (1944), 84–87, 127–129쪽.
9. ↑  TM 9-807 (1943), 289–290쪽.
10. ↑  TM 9-1807 (1944), 177–179쪽.
11. 1 2  TM 9-807 (1943), 14쪽.
12. ↑  TM 9-1807 (1944), 211–216쪽.
13. ↑  TM 9-2800 (1947), 280쪽.